# Heringia calcarata
Heringia calcarata är en tvåvingeart som först beskrevs av Friedrich Hermann Loew 1866.  Heringia calcarata ingår i släktet gallblomflugor, och familjen blomflugor. Inga underarter finns listade i Catalogue of Life.